# Liste der Kulturgüter in Soyhières
Die Liste der Kulturgüter in Soyhières enthält alle Objekte in der Gemeinde Soyhières im Kanton Jura, die gemäss der Haager Konvention zum Schutz von Kulturgut bei bewaffneten Konflikten, dem Bundesgesetz vom 20. Juni 2014 über den Schutz der Kulturgüter bei bewaffneten Konflikten sowie der Verordnung vom 29. Oktober 2014 über den Schutz der Kulturgüter bei bewaffneten Konflikten unter Schutz stehen.
Objekte der Kategorie A sind im Gemeindegebiet nicht ausgewiesen, Objekte der Kategorie B sind vollständig in der Liste enthalten, Objekte der Kategorie C fehlen zurzeit (Stand: 1. Januar 2023).

## Kulturgüter
| Foto |                                                                                  | Objekt                                                                                          | Kat. | Typ | Standort                           | Beschreibung |
| ---- | -------------------------------------------------------------------------------- | ----------------------------------------------------------------------------------------------- | ---- | --- | ---------------------------------- | ------------ |
| BW   | Datei hochladen · Wikidata zu Haus Chappuis, Garten und Nebengebäude (Q29785510) | Maison Chappuis, Garten und Nebengebäude / Maison Chappuis, jardin et dépendance KGS-Nr.: 03603 | B    | G   | Route de France 23 594780 / 248870 |              |